# Magical Girl: Silky Lip
Magical Girl: Silky Lip (Mahō no Shōjo: Silky Lip) est un jeu vidéo de réflexion sorti en 1992 sur Mega-CD. Le jeu a été développé et édité par Riot.